# Психрометрическая диаграмма

Рис. 1. Психрометрическая диаграмма Молье

Рис. 2. Комбинация психрометрической диаграммы (Dry Bulb Temperature — Humidity Ratio) c психрометрическим графиком (Wet Bulb Temperature — Dry Bulb Temperature)

Психрометрическая диаграмма графически отображает связь между температурой влажного воздуха t, его влагосодержанием d и относительной влажностью φ при заданном значении атмосферного давления. Дополнительно на психрометрической диаграмме могут быть указаны парциальное давление водяного пара и его удельная энтальпия h, то есть от d—h-диаграммы Рамзина — Молье с третьим параметром t психрометрическая диаграмма с третьим параметром h отличается только выбором переменной для одной из координатных осей. По этой причине психрометрическую диаграмму также иногда называют диаграммой Молье (рис. 1). Психрометрическую диаграмму и d—h-диаграмму не следует путать с h—s-диаграммой Молье.
Психрометрическую диаграмму используют для нахождения точки росы, а также для вычисления абсолютной (относительной) влажности воздуха по значению его относительной (абсолютной) влажности при различных температурах.
Психрометрическая диаграмма, вопреки названию, — это не диаграмма, а номограмма. Психрометрическую диаграмму не следует путать с психрометрическим графиком — номограммой для нахождения относительной влажности воздуха по показаниям сухого и увлажнённого термометров (рис. 2).